# Leucastea sjoestedti
Leucastea sjoestedti is een keversoort uit de familie halstandhaantjes (Megalopodidae). De wetenschappelijke naam van de soort werd in 1909 gepubliceerd door Julius Weise.